# Catantops zambiana
Catantops zambiana är en insektsart som beskrevs av Jennifer L. Hollis 1960-1990. Catantops zambiana ingår i släktet Catantops och familjen gräshoppor. Inga underarter finns listade i Catalogue of Life.